# 浅見敏夫
浅見 敏夫（あさみ としお、1936年5月27日 - ）は、埼玉県出身の元競艇選手。
息子の昌克・宗孝は現役のボートレーサー。

## 来歴
進学校・浦和西高校から埼玉大学に進学したが、1年後に上智大学へ転入。上智大も父親の病気の為に中退し、競艇選手の道を選ぶ。
1959年11月に連合会養成6期生として選手登録され、彦坂郁雄・岡本義則・高田登らと共にデビュー。同年夏には5期生として北原友次、加藤峻二がデビューしている。
モットーが「レースはケンカ」と少々荒かったが、闘志剥き出しの豪快なレースぶりから「ダンプ」と呼ばれ、多くのファンから共感を呼んだ。
コーナーでの突っ込みは攻撃的で、ホームプールの戸田では1967年の関東地区選手権競走で記念初優勝を飾るなど7度の優勝を記録。
1968年の平和島開設14周年記念競走で2勝目をマークすると、1969年の第16回全日本選手権競走（住之江）では自身唯一のSG級レース・四大特別競走優出を果たす（2号艇2コース進入で5着）。
1971年には日吉昭博と共にヨーロッパへ遠征し、5月31日から7月5日までにわたって欧州各地を転戦。ハイドロのレースでは当初は散々な成績であったが、6月27日にチェコスロバキア（現・チェコ）で行われた「チェコ国際レース」では総合優勝を飾り、同20日に西ドイツ「プレジデントカップレース」で完全優勝を飾った日吉が総合2位に入った。賞杯を手中に収めるごとに日本（軽量級）バッシングが始まり、日本人のような軽量級ドライバーにはウェイトを必要とするルールが採用された。
最後の優出は1998年5月18日の常滑一般戦（4号艇5コース進入で4着）で、1999年12月26日の戸田一般戦「ゴールドカップ デイリー杯争奪」初日5Rで最後の勝利となる通算2131勝目（1号艇1コース進入）を挙げ、同31日・最終日の6Rが最後の出走となった（1号艇1コース進入で3着）。同年引退。
2007年、ボートレースの殿堂マイスター入りを果たした。

## 獲得タイトル
- 1967年 - 関東地区選手権（戸田）
- 1968年 - 平和島開設14周年記念競走